# King Creole (álbum)
King Creole é o segundo álbum de trilha sonora do cantor e músico Elvis Presley, lançado pela RCA Victor, LPM 1884 em mono em setembro de 1958, gravado em quatro dias na Radio Recorders em Hollywood. Contém canções escritas e gravadas expressamente para o filme homônimo de 1958, estrelado por Presley, e alcançou o segundo lugar na Billboard Top Pop Albums. Seguiu o lançamento do filme por mais de dez semanas. Foi certificada Gold em 15 de julho de 1999 pela Recording Industry Association of America.

## Faixas
1. "King Creole" - 2:08
2. "As Long As I Have You" - 1:49
3. "Hard Headed Woman" - 1:53
4. "Trouble" - 2:16
5. "Dixieland Rock" - 1:46
6. "Don't Ask Me Why" - 2:05
7. "Lover Doll" - 2:08
8. "Crawfish" - 1:48
9. "Young Dreams" - 2:23
10. "Steadfast, Loyal and True" - 1:15
11. "New Orleans" - 1:58

## Paradas musicais
| Críticas profissionais | Críticas profissionais |
| Avaliações da crítica  | Avaliações da crítica  |
| Fonte                  | Avaliação              |
| ---------------------- | ---------------------- |
| AllMusic               | [ 4 ]                  |
| MusicHound             | [ 5 ]                  |
| Rough Guides           | [ 6 ]                  |

- Estados Unidos - 2º - Billboard Pop - 1958
- Inglaterra - 1º - Guinness, Record Mirror - 1958
- Inglaterra - 4º - NME - 1958
- Estados Unidos - Vols. 1 e 2 (EP) - 1º - EP Charts e Billboard Pop - 1958

## Músicos
- Elvis Presley: Vocal
- Scotty Moore: Guitarra
- Ray Siegel: Baixo e Tuba
- Bill Black e Neal Matthews: Baixo
- D.J. Fontana: Bateria
- Bernie Matthinson: Percussão
- Hoyt Hawkins: Becken
- Gordon Stocker: Bongôs
- Dudley Brooks: Piano
- Mahlon Clark: Clarinete
- Teddy Buckner: Trompete
- Justin Gordon: Saxofone
- Elmer Schneider e Warren D. Smith: Trombone
- The Jordanaires, Keine e Kitty White: Vocal